# Alexandre Bespalov
Alexandre Bespalov (né le 10 mai 1981) est un coureur cycliste russe. Ancien champion du monde militaires du contre-la-montre, il a également été champion de Russie du contre-la-montre en 2004 et 2006.

## Palmarès
- 2001
  -  Champion de Russie du contre-la-montre espoirs
  -  Médaillé d'argent du championnat d'Europe du contre-la-montre espoirs
- 2002
  - Coppa della Pace
  - Cirié-Pian della Mussa
  -  Médaillé d'argent du championnat d'Europe du contre-la-montre espoirs
  -  Médaillé d'argent du championnat du monde du contre-la-montre espoirs
  - 3e du Tour des régions italiennes
- 2003
  - 2e du championnat de Russie du contre-la-montre
  -  Médaillé de bronze du championnat du monde du contre-la-montre espoirs
- 2004
  -  Champion du monde militaires du contre-la-montre
  -  Champion de Russie du contre-la-montre
- 2005
  - 2e du championnat de Russie du contre-la-montre
- 2006
  -  Champion de Russie du contre-la-montre
  - 2e du Chrono champenois
- 2007
  - 3e du championnat de Russie du contre-la-montre

## Classements mondiaux
| Année           | 2005  | 2006 | 2007 | 2008 | 2009  |
| --------------- | ----- | ---- | ---- | ---- | ----- |
| UCI Europe Tour | 1059e | 376e | 967e | 812e | 1199e |